# Luana Patten
Pour les articles homonymes, voir Patten.
Luana Patten (6 juillet 1938 - 1er mai 1996) est une actrice américaine.

## Carrière
Luana Patten est apparue en premier lieu au côté de Bobby Driscoll dans le film Mélodie du Sud (1946) réalisé par Joel Chandler Harris pour Walt Disney Pictures. Par la suite, elle participe à d'autres films de Disney dont Coquin de printemps (1947), la séquence Pecos Bill de Mélodie Cocktail (1948) et Danny, le petit mouton noir (1949). Plus tard dans Johnny Tremain (1957), elle obtient son premier rôle mature en incarnant Priscilla Lapham, la petite amie de Johnny.
Peu de temps après la signature de son contrat avec Disney un communiqué l'annonce comme vedette d'une adaptation avec acteur d'Alice,,, jamais réalisée mais qui deviendra Alice au pays des merveilles (1951).
En 1960, elle joue le rôle de Libby Halstead dans le mélodrame Celui par qui le scandale arrive de Vincente Minnelli.
Au milieu des années 1960 elle prend sa retraite.

## Filmographie

### Cinéma
- 1946 : Little Mister Jim de Fred Zinnemann : Missey Choosey Glenson
- 1946 : Mélodie du Sud (Song of the South) de Harve Foster et Wilfred Jackson : Ginny
- 1947 : Coquin de printemps (Fun and Fancy Free) de Jack Kinney et Hamilton Luske : Luana
- 1948 : Pecos Bill de Clyde Geronimi  : Luana
- 1948 : Danny, le petit mouton noir (So Dear to my Heart) d'Harold D. Schuster et Hamilton Luske : Tildy
- 1956 : Pretty Baby de Richard Bartlett (en) : Joan Wright
- 1957 : Johnny Tremain de Robert Stevenson : Priscilla Lapham
- 1957 : Joe Dakota de Richard Bartlett (en) : Jody Weaver
- 1958 : Les Années merveilleuses (The Restless Years) d'Helmut Käutner
- 1959 : The Young Captives d'Irvin Kershner : Ann Howell
- 1960 : Celui par qui le scandale arrive (Home from the Hill) de Vincente Minnelli : Libby Halstead
- 1960 : The Music Box Kid d'Edward L. Cahn : Margaret Shaw
- 1961 : Volupté (Go Naked in the World) de Ranald MacDougall : Yvonne stratton
- 1961 : The Little Shepherd of Kingdom Come d'Andrew V. McLaglen : Melissa Turner
- 1961 : Tonnerre apache de Joseph M. Newman : Tracey Hamilton
- 1962 : Shoot Out at Big Sag de Roger Kay : Hannah Hawker
- 1966 : Demain des hommes (Follow Me, Boys!) de Norman Tokar : Nora White
- 1968 : They Ran for Their Lives d'Oliver Drake : Barbara Collins
- 1988 : Grotesque de Joe Tornatore : Une vieille dame

### Télévision
- 1958 : The Millionaire (Série TV) : Susan Birchard
- 1958 : The Restless Gun (Série TV) : Celia Austin
- 1958 : Cimarron City (en) (Série TV) : Elizabeth Buckley
- 1958-1960 : The Adventures of Ozzie ad Harriet (Série TV) : Peggy / Betty
- 1959 : Au nom de la loi (Wanted Dead or Alive) (Série TV) : Abbie Fenton
- 1959 : La Grande caravane (Wagon Train) (Série TV) : Natalie Garner / Ruth Marshall
- 1959 : Tales of Wells Fargo (Série TV) : Tina Haggerty
- 1960 : Rawhide (Série TV) : Maeva / Mona Lismore
- 1966 : Perry Mason (Série TV) : Cynthia Perkins
- 1966 : Bonanza (Série TV) : Lorna Medford
- 1966 : FTroop (Série TV) : Mindy McGurney
- 1967-1970 : Dragnet 1967 (Série TV) : Angie / Cheryl Randall / Ruth Dutcher
- 1969 : Daniel Boone (Série TV) : Lucy McFarland
- 1970 : Adam-12 (Série TV) : Adeline